# R.O.T.O.R.
R.O.T.O.R., Alternativtitel R.O.T.O.R. – Der Killerroboter, ist ein US-amerikanischer Actionfilm von Cullen Blaine aus dem Jahr 1987.

## Handlung
Ein Ehepaar will ihr Wochenende in Ruhe an einem See verbringen, als ihnen plötzlich zwei Personen vor den Wagen laufen: Es handelt sich um Sonya R. Garren und Dr. Barrett Coldyron, die beide verletzt sind. Coldyron, der zum Dallas Police Department gehört, wird zur Vernehmung mit aufs Polizeirevier genommen, da er einen Polizisten getötet habe. Er berichtet, dass alles vor zwei Tagen angefangen habe:
Coldyron ist Leiter des Tactical Operation Lab, in dem am Polizeiroboter der Zukunft geforscht wird. Der Roboter, der im geheimen Programm „Robotic Officer Tactical Operation Research“ erschaffen und daher „R.O.T.O.R.“ genannt wird, soll aus lernfähigem Metall bestehen und damit intelligent sein. Coldyron präsentiert erste Ergebnisse vor Fachpublikum. Er erhält einen Anruf von seinem Vorgesetzten, Abteilungsleiter Earl G. Buglar. Er weist ihn an, R.O.T.O.R. in 60 Tagen fertigzustellen, damit der Erfolg des Roboters durch Senator Donald D. Douglas bei seinem Kampf um den Einzug ins Weiße Haus genutzt werden kann. Buglar will Coldyron zu Ergebnissen zwingen, hat er bei der Geldzuteilung für das Forschungsprojekt R.O.T.O.R. doch eine hohe Summe in die eigene Tasche gesteckt und kann Nachforschungen über den Verbrauch des Geldes nicht gebrauchen. Coldyron weiß, dass das Projekt mindestens vier weitere Jahre laufen muss. Er weigert sich und reicht seine Kündigung ein. Sein Assistent Houghtaling übernimmt die Arbeit an R.O.T.O.R.
Durch ein Versehen wird R.O.T.O.R., dessen Hirn bisher nur gehorchen und zerstören kann, aktiviert. Er kleidet sich als Polizist an und fährt mit einem Motorrad davon. Nachts stoppt er Greg Hutchins und Sonya R. Garren, die beide kurz vor der Hochzeit stehen und sich gerade gestritten haben, woraufhin Greg das Fahrtempo stark erhöht hat. R.O.T.O.R. registriert eine Geschwindigkeitsübertretung und erschießt Greg. Sonya gelingt mit dem Wagen die Flucht, wobei sie von R.O.T.O.R. verfolgt wird. Die Polizei findet kurze Zeit später Gregs Leiche. Greg hat im Fallen ein Polizeiabzeichen R.O.T.O.R.s abgerissen; Coldyron wird alarmiert. Er entdeckt im Labor, dass R.O.T.O.R. aktiviert wurde. Sonya gelingt es unterwegs, von einer Tankstelle aus die Polizei zu alarmieren. Die rät ihr, weiterzufahren.
Coldyron heftet sich an Sonyas Fährte und kann sie wenig später vor R.O.T.O.R. retten. Sie erhält von Coldyron den Auftrag, weiterzufahren, damit R.O.T.O.R. sich an ihre Spur heftet und keine weiteren Morde begeht. Beide machen einen Treffpunkt an einem See aus. Coldyron holt Dr. Corrine R. Steele nach Dallas, die R.O.T.O.R.s Hülle geschaffen hat. Beide wissen, dass sie kaum eine Chance gegen den Killer haben, auch wenn Coldyron einen Deaktivierungsschlüssel dabei hat. Sie begeben sich zum Treffpunkt, wo Sonya gerade von R.O.T.O.R. angegriffen wird. Steele wird von R.O.T.O.R. getötet. Sonya und Coldyron gelingt es, R.O.T.O.R. zu fesseln und anschließend mit einer Explosion zu zerstören.
Coldyron beendet seine Erklärung dessen, was in den letzten zwei Tagen geschehen ist. Er darf gehen. Noch auf dem Polizeigelände wird er von Earl G. Buglar erschossen. Sein Neffe Brett erhält an der University of Oxford die Nachricht, dass sein Onkel überraschend verstorben sei. Kurz darauf kreiert das Tactical Operation Lab R.O.T.O.R. II, einen Roboter, der äußerlich Corrine R. Steele gleicht.

## Produktion
R.O.T.O.R. wurde unter anderem in Dallas (u. a. Hilton Dallas Lincoln Centre, Dallas/Fort Worth International Airport) und Lake Dallas gedreht. Die Schlussszenen um Brett an der Universität Oxford entstanden in Wirklichkeit an der Southern Methodist University. Die Filmbauten stammen von Budd Lewis. Richard Gesswein wurde im Original von Loren Bivens synchronisiert und Jayne Smith von Georganna Barry.
R.O.T.O.R. wurde unter anderem im Oktober 1987 in Italien gezeigt. In den USA erschien er am 28. Juli 1988 auf Video und wurde in Deutschland am 26. Oktober 1988 auf Video veröffentlicht.

## Kritik
Für den film-dienst war R.O.T.O.R. ein „[h]andelsüblicher Actionfilm um die Konfrontation von Mensch und Technologie.“ Der Film sei „plattes, langweilendes Actionkino aus zweitklassigen Versatzstücken“ und eine „Billigkopie von Robocop und Terminator“, stellte Cinema fest.
Der Film wurde am 4. Dezember 2020 auf Tele 5 im Rahmen der Reihe Die schlechtesten Filme aller Zeiten ausgestrahlt.